# Переселенец (Амурская область)
Переселе́нец — станция (населённый пункт) в Шимановском районе Амурской области, Россия.
Входит в Мухинский сельсовет.

## География
Станция Переселенец расположена в 63 км к северо-западу от города Шимановск, на Транссибе. Автомобильная дорога идёт через станции Петруши, Берея и административный центр Мухинского сельсовета село Мухино.
От станции Переселенец в западном направлении (на северо-запад) идёт автодорога к населённому пункту Ту (станция Ту).

## История и топонимика
Ж.д.станция основана в 1912 г. при строительстве Амурской железной дороги переселенцами из европейской части страны, которые, не мудрствуя лукаво, назвали свое поселение — Переселенец.

## Население
| 2002 | 2010 | 2012 | 2013 | 2014 | 2015 | 2016 |
| ---- | ---- | ---- | ---- | ---- | ---- | ---- |
| 14   | ↘1   | ↗2   | →2   | →2   | →2   | ↘1   |
| 2017 | 2018 |      |      |      |      |      |
| →1   | →1   |      |      |      |      |      |

## Инфраструктура
- Станция Переселенец Забайкальской железной дороги.